# Krääkkiö
Krääkkiö är en by i sydvästra delen av Vesilaxs kommun vid gränsen av Sastamala och Urdiala.
Krääkkiö har cirka 300 invånare. Krääkkiös grannbyar är Halkivaha, Rämsöö, Narva, Onkemäki och Riehu.
Krääkkiös bycentral ligger vid vägen från Vesilax till Halkivaha, nära Urdialas gräns. Där ligger Småbrukareföreningens hus och Krääkkiö skola som grundades år 1901 och lades ner år 2005.